# Fondation Paul Ango Ela
La fondation Paul Ango Ela de géopolitique en Afrique centrale (FPAE), créée en 1999, est un centre de recherche situé à Yaoundé (Cameroun). 
Doté d'un statut associatif, elle a passé plusieurs contrats de partenariat, en particulier avec l'Université de Yaoundé II, l'Institut de recherche pour le développement, le Centre Pearson pour le maintien de la paix (Canada), l'IANSA (réseau associatif contre la prolifération des armes légères), le CERGEP (Politiques et Développement des espaces et sociétés de l’Afrique subsaharienne) de l'Université Omar Bongo (UOB) de Libreville (Gabon) et du Pôle de recherche pour l'organisation et la diffusion de l'information géographique (PRODIG), une UMR française (CNRS et universités). 

## Fonctionnement
Ce centre de recherche est animé par une équipe pluridisciplinaire de dix-huit personnes. Il dispose d'un centre de documentation spécialisé en sciences humaines et sociales, doté de plus de trois mille ouvrages, d'une trentaine de titres de revues et de plusieurs titres de presse camerounaise et étrangère. 

## Publications
La FPAE mène des projets et des études sur la sécurité, les questions de paix, de gouvernance et de politiques publiques en Afrique centrale. Elle publie :
- Enjeux, revue d'analyses géopolitiques pour l'Afrique centrale. Date de première publication : 1999 (présente dans les collections de l'Institut de géographie de la Sorbonne et du Centre d'études d'Afrique noire de Bordeaux[2]. Y ont notamment contribué : Sylvie Brunel, Georges Courade, Joseph Tonda, Marc-Louis Ropivia, Etanislas Ngodi, Henry Tourneux, Éric Mathias Owona Nguini[3]...
- Conjoncturis, notes de conjoncture géopolitique et de prospective pour le Cameroun. Date de première publication : 2002.